# Anna Lagerquist
Anna Lagerquist, née le 16 octobre 1993 à Lund, est une handballeuse internationale suédoise, qui évolue au poste de pivot au club des Neptunes de Nantes et dans l'équipe de Suède.

## Biographie
Anna Lagerquist est formée dans le club du Lugi HF avec lequel elle fait ses débuts en première division en 2010. 
À l'été 2017, elle rejoint le club danois de Nykøbing Falster Håndboldklub. Avec Nykøbing Falster, elle remporte l'édition 2018-2019 de la coupe du Danemark.
En 2012, elle remporte le championnat du monde junior avec la Suède.

## Palmarès

### En club
Compétitions internationales
- demi-finaliste de la coupe des vainqueurs de coupe en 2011 (avec Lugi HF)

Compétitions nationales
- vainqueur de la coupe du Danemark (1) : 2019 (avec Nykøbing Falster Håndboldklub)
- vainqueur du Championnat de Russie (1) : 2022
- vainqueur de la Coupe de Russie (1) : 2021
- vainqueur de la Supercoupe de Russie (ru) (2) : 2020, 2021

### En sélection
Jeux olympiques
- 4e place aux Jeux olympiques 2020

Championnats du monde
- 4e place au Championnat du monde 2017
- 7e place au Championnat du monde 2019
- 5e place au Championnat du monde 2021
- 4e place au Championnats du monde 2023

Championnats d'Europe
- 8e place au Championnat d'Europe 2016
- 6e place au Championnat d'Europe 2018
- 11e place au Championnat d'Europe 2020
- 5e place au Championnats d'Europe 2022

autres
- Médaille d'or au Championnat du monde junior 2012

### Distinctions individuelles
- élue meilleure handballeuse de la saison en Suède en 2018-2019 et 2020-2021